# 충칭 대공습

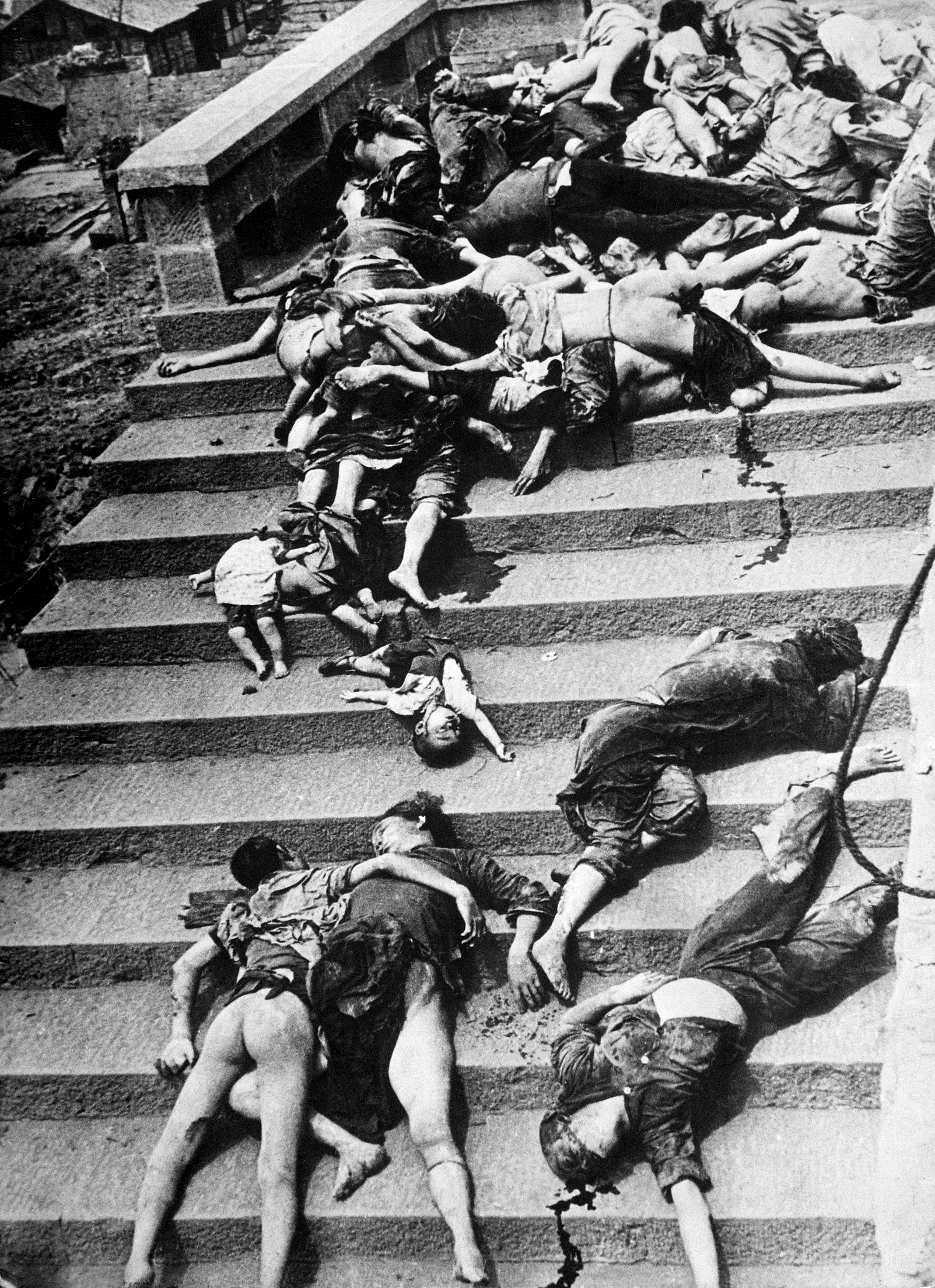
1941년 6월 5일 일본군의 공습에 희생된 민간인들. 이외에도 공습을 피하여 방공호로 도망치는 와중에 4천 명이 질식하여 숨졌다.

충칭 대공습(한국 한자: 重慶大空襲, 중국어 간체자: 重庆大轰炸, 정체자: 重慶大轟炸, 일본어: 重慶爆撃)은 중일 전쟁 당시 일본군이 1938년 2월 18일부터 1943년 8월 23일까지 5년여간 중국 충칭에 실시한 폭격작전이다. 일본군은 충칭을 218차례 공습하였고, 최대 9513대의 비행기가 동원되었으며 21593여발의 폭탄이 투하되었다. 이 대공습으로 사망한 사람은 11889명이며 1만여 가옥과 시가지 대다수가 파괴되었다.
이때 일본군은 소이탄(燒夷彈)을 사용하였다.

## 경과
1937년 중일 전쟁이 발발하고, 일본군이 국민정부의 수도인 난징을 점령하자 중국 국민정부는 1937년 11월 20일부로 충칭을 전시 수도로 결정하였다.
일본군은 중국 국민정부를 굴복, 항복을 유도하기 위하여 충칭을 공습하였다. 공습 이틀째부터 1939년 5월까지 5천여 명의 중국 민간인들이 사망하였다.
두달 뒤, 일본군이 소이탄을 사용하여 수만명을 죽이자 미국측은 재빨리 비행기 부품에 대한 무역 봉쇄를 선언하였다. 이 일은 미국의 일본의 침략전쟁에 대한 첫 경제 제제였다.
1941년 6월 5일, 일본군은 항공기 24대를 3조로 편성하여 5시간 동안 폭격하였는데, 이때 제18제대터널 안으로 피신하였던 인민들의 수가 많았고, 통풍이 제대로 되지 않아 1,200여 명이 질식사하였다. 이 사건은 따로 '6·5 대터널 참변'이라 부른다